# Беталаины

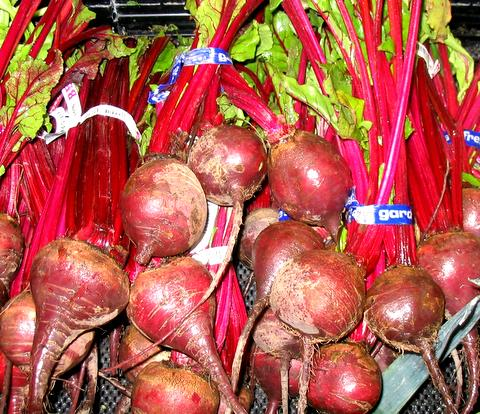
Красный цвет корнеплода свеклы обусловлен пигментами — беталаинами.

Беталаины — класс пигментов производных индола. Беталаины имеют красную, жёлтую окраску и характерны для растений порядка Гвоздичноцветные. У данной группы растений беталаины заменяют антоцианы. Беталаины также встречаются у некоторых высших грибов. Чаще всего беталаины накапливаются в лепестках цветков, но могут окрашивать плоды, листья, стебли и корни растений. К беталаинам, в частности, относят пигменты найденные в свекле.

## Описание

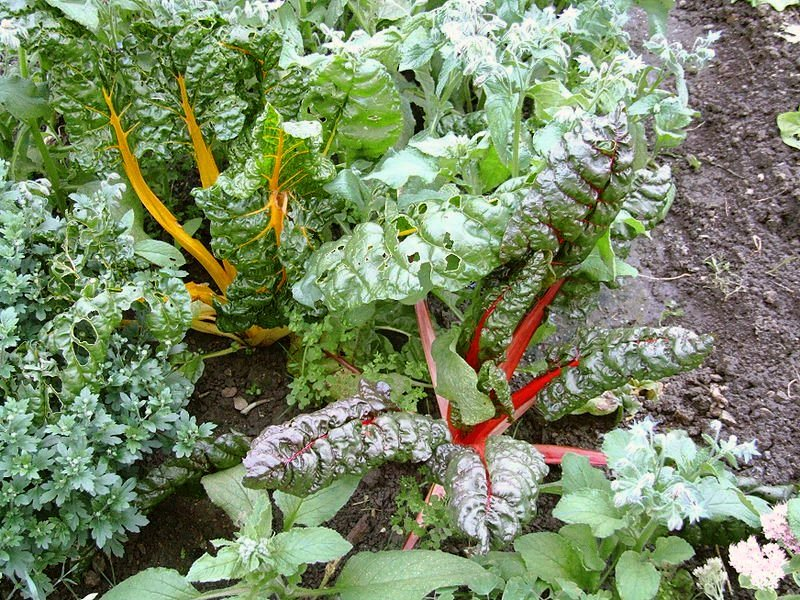
Швейцарский мангольд, одно растение с желтыми бетаксантинами, а другое — с красными бетацианинами.

Беталаины – это растительные пигменты, использующиеся в качестве натуральных красителей в пищевой промышленности. Особый интерес вызван безопасными аспектами питания. Одними из популярных считаются беталаины красной столовой свеклы, проявляющие антиоксидантные, противораковые, антилипидемические и антимикробные свойства. Наиболее ценными при этом выделяют беталаинов амаранта, красной свеклы, красной питахайи и груши. Пигменты – беталаины в настоящее характеризуются большой популярностью, хотя и не так хорошо изучены по сравнению с другими природными пигментами, как каротиноиды, хлорофилл и антоцианы. Функция беталаинов в растениях разнообразна. Они предназначены для распространения растений путем переноса пыльцы или семян животными, которых привлекает яркая окраска цветов и плодов. Эти соединения могут быть и отталкивающим сигналом для сдерживания травоядных животных. Они экранируют ткани от ультрафиолетового излучения, повышают устойчивость к патогенам и вирусам. Помимо окрашивания эти беталаины обладают полезными биологическими свойствами для организма человека. Это противовоспалительное, антиоксидантное действия, положительный эффект при метаболических, сердечно-сосудистых и желудочно-кишечных заболеваний.
Название «беталаины» происходит от латинского названия свеклы обыкновенной (Beta vulgaris), растения, из которого впервые данные соединения были выделены. Глубокий красный цвет свеклы, бугенвиллии, амаранта и многих кактусов обусловлен присутствием беталаинов. Беталаины могут обуславливать окрашивание частей растения в различные оттенки красного, пурпурного, оранжевого и жёлтого. При этом окраска существенно отличается от окраски, обусловленной наличием антоцианов, характерных для большинства растений.
Выделяют две группы беталаинов:
- Бетацианины объединяют красные и фиолетовые пигменты из группы беталаинов. К числу бетацианинов, присутствующих в растениях, относят: бетанин, изобетанин, пробетанин и необетанин .
- Бетаксантины — пигменты группы беталаинов, обуславливающие жёлтую или оранжевую окраску. К числу бетаксантинов растений относят вульгаксантин, мираксантин, портулаксантин и индиксантин .

Физиологи растений не уверены, какую функцию выполняют беталаины в растениях. Есть некоторые предварительные доказательства того, что они могут иметь фунгицидные свойства. Кроме того, беталаины были обнаружены во флуоресцирующих цветках.
Беталаины являются исключительно растительными пигментами. Они имеют очень ограниченное распространение и хорошо известны по интенсивной красно-пурпурной окраске корнеплодов столовой (красной) свеклы. Они растворимы в воде и на первый взгляд сходны с антоцианами одновременно пигменты этих двух групп в одном объекте не встречаются.
Наиболее изученным беталаином является бетанин (свекольный красный), который можно легко экстрагировать из корнеплода и корней красной свеклы. Бетанин является глюкозидом и гидролизуется с образованием глюкозы и бетанидина.  Бетанин используется в качестве пищевого красителя, его окраска чувствительна к pH среды. Другими беталаинами, характерными для свеклы, являются: изобетанин, пробетанин и необетанин. Цвет и антиоксидантная способность бетанина и индикаксантина (бетаксантин полученный из L-пролина) зависят от диэлектрического микроволнового нагревания. Сообщается, что добавление ТФЭ (2,2,2-трифторэтанола) улучшает гидролитическую стабильность некоторых беталаинов в водном растворе.
Беталаины экстрактов свеклы представлены в виде фиолетовых или розовых пигментов, широко используются в пищевой промышленности как добавка E-162 (бетанин)

## Химия

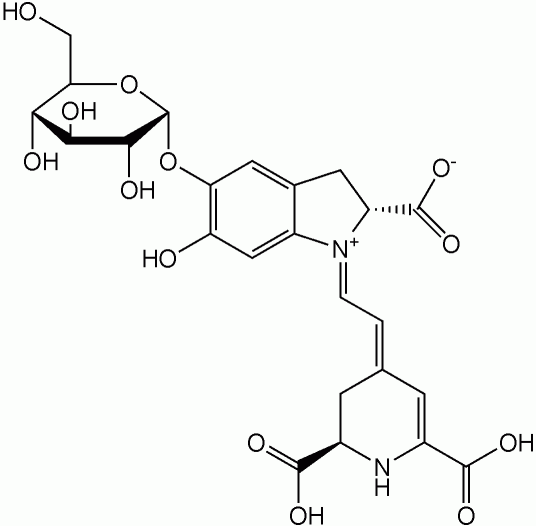
Химическая структура бетанина.

Когда-то считалось, что беталаины химически родственны антоцианам (красные пигменты большинства растений). Как беталаины, так и антоцианы являются водорастворимыми пигментами, накапливающимися в вакуолях растительных клеток. Тем не менее, сейчас установлено, что беталаины структурно не похожи на антоцианы, кроме того эти две группы пигментов никогда не обнаруживаются в одном растении вместе. Одной из существенных структурных особенностей беталаинов является наличие атома азота, тогда как антоцианы азота не содержат.
В настоящее время известно, что беталаины являются производными ароматического гетероцикла — индола. Предшественником биосинтеза беталаинов служит аминокислота — тирозин. Антоцианы же относят к группе флавоноидов. Беталаины являются гликозидами и состоят из углеводной и обуславливающей окраску ароматической части. Синтезу беталаинов в надземных частях способствует свет.
Наиболее изученным беталаином является бетанин (свекольный красный), который можно легко экстрагировать из корнеплода и корней красной свеклы. Бетанин является глюкозидом и гидролизуется с образованием глюкозы и бетанидина. Бетанин используется в качестве пищевого красителя, его окраска чувствительна к pH среды. Другими беталаинами, характерными для свеклы, являются: изобетанин, пробетанин и необетанин. Цвет и антиоксидантная способность бетанина и индикаксантина (бетаксантин полученный из L-пролина) зависят от диэлектрического микроволнового нагревания. Сообщается, что добавление ТФЭ (2,2,2-трифторэтанола) улучшает гидролитическую стабильность некоторых беталаинов в водном растворе.
Комплекс бетанин-европий (III) используется для обнаружения дипиколината кальция в бактериальных спорах, включая Bacillus anthracis (возбудитель сибирской язвы) и B. cereus (почвенные бациллы образующие энтеротоксины).
Другими важными бетацианинами являются амарантин и изоамарантин, из различных видов амаранта.

## Таксономическое значение

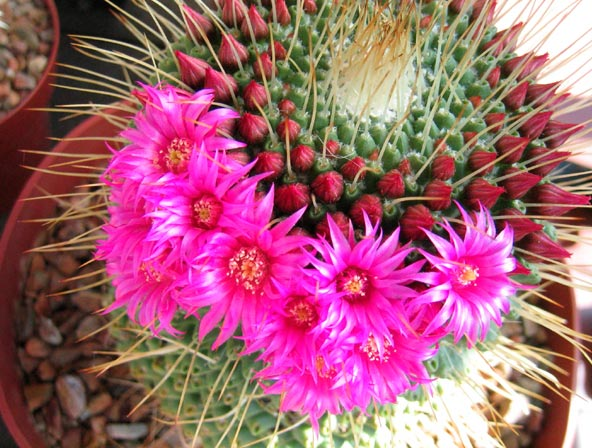
Цветы кактуса Mammillaria sp. содержат беталаины.

Беталаины встречаются у растений порядка Гвоздичноцветные (Caryophyllales) и у некоторых грибов базидиомицетов (Basidiomycota). Например, беталаины могут быть найдены у гигроцибе (Hygrophoraceae, восковые капсулы). У грибов беталаины могут встречаться одновременно с антоксантинами (жёлтые или оранжевые флавоноиды), у растений же беталаины никогда не встречаются одновременно с антоцианами.
Среди цветковых растений порядка Гвоздичноцветные (Caryophyllales) большинство представителей вырабатывают беталаины и не имеют антоцианов. Из всех семейств в гвоздичноцветных (Caryophyllales) только семейство Гвоздичные (Caryophyllaceae) и семейство Моллюгиновые (Molluginaceae) синтезируют антоцианы вместо беталаинов. Ограниченное распределение беталаинов среди растений является синапоморфией для порядка Caryophyllales; утрата способности к их биосинтезу в двух вышеобозначенных семействах считается вторичным признаком.

## Экономическое значение

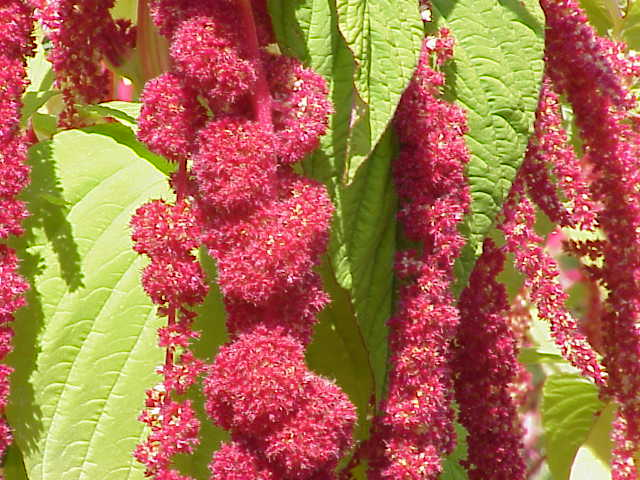
Соцветия Amaranthus caudatus содержат большое количество бетацианинов.

Бетанин коммерчески используется в качестве натурального пищевого красителя. Это может вызывать бетурию (красная окраска мочи) и красную окраску кала у людей, не способных катаболизировать данный пигмент.
Интерес пищевой промышленности к беталаинам возрос, поскольку методами in vitro было установлено, что они являются антиоксидантами и могут защищать от окисления липопротеинов низкой плотности.

## Полусинтетические производные
Бетанин извлекаемый из красной свеклы был использован в качестве исходного вещества для полусинтетического получения искусственного беталаницин кумарина. Беталаницин кумарин используется в качестве флуоресцентного зонда для выявления эритроцитов, инфицированных малярийным плазмодием.

## Внешняя ссылка
- Betalain synthesis diagram